# بيتر سينيور
بيتر سينيور (بالإنجليزية: Peter Senior)‏ هو لاعب غولف أسترالي، ولد في 31 يوليو 1959 في سنغافورة.

## وصلات خارجية
- بيتر سينيور على موقع رابطة لاعبي الغولف المحترفين (الإنجليزية)
- بيتر سينيور على موقع رابطة أوروبا للاعبي الغولف المحترفين (الإنجليزية)
- بيتر سينيور على موقع رابطة اليابان للاعبي الغولف المحترفين (الإنجليزية)
- بيتر سينيور على موقع التصنيف العالمي الرسمي للغولف (الإنجليزية)